# Vilarandelo
Vilarandelo is een plaats (freguesia) in de Portugese gemeente Valpaços en telt 1123 inwoners (2001).